# Тибетский сорокопут
Тибетский сорокопут или тибетский жулан (Lanius tephronotus) — один из видов птиц семейства сорокопутовые.

## Ареал
Тибетские сорокопуты распространены в Бангладеш, Бутане, Камбодже, Китае, Индии, Лаосе, Мьянме, Непале, Пакистане, Таиланде и Вьетнаме.

## Описание
Тибетский сорокопут достигает длины 21—25 см и весит 39—45 г. Голова, шея, плечи, шерсть и спина — серые, насыщенность цвета зависит от подвида. Вокруг глаз — чёрная маска.

## Питание
В рацион тибетских сорокопутов входят насекомые (кузнечики, бабочки, сверчки, жуки и гусеницы), мелкие позвоночные, такие как ящерицы, лягушки, мелкие птицы, некрупные грызуны. В сезон размножения птицы охотятся недалеко от гнезда (не более 150 метров).

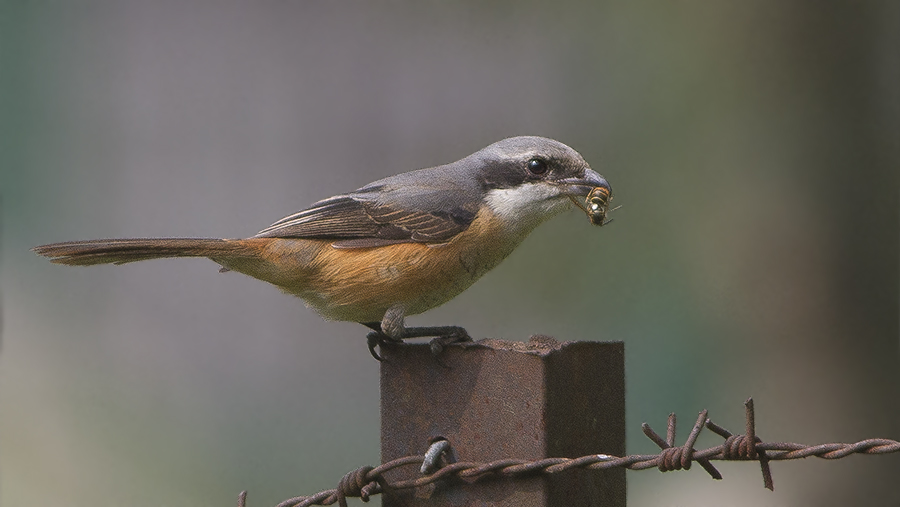
Тибетский сорокопут с добычей в клюве

## Размножение
Среди сородичей, они размножаются на самой большой высоте. Они частично мигрируют, то есть некоторые популяции улетают на юг зимой. Размножаются в летнее время с конца мая до начала июля. Гнездо строят в кустах и откладывают от 3 до 5 яиц. Яйца насиживает только самка и насиживание начинается ещё до откладывания всех яиц. Птенцы выводятся через 15—18 дней, о них заботятся оба родителя до оперения приблизительно через две недели.

## Галерея

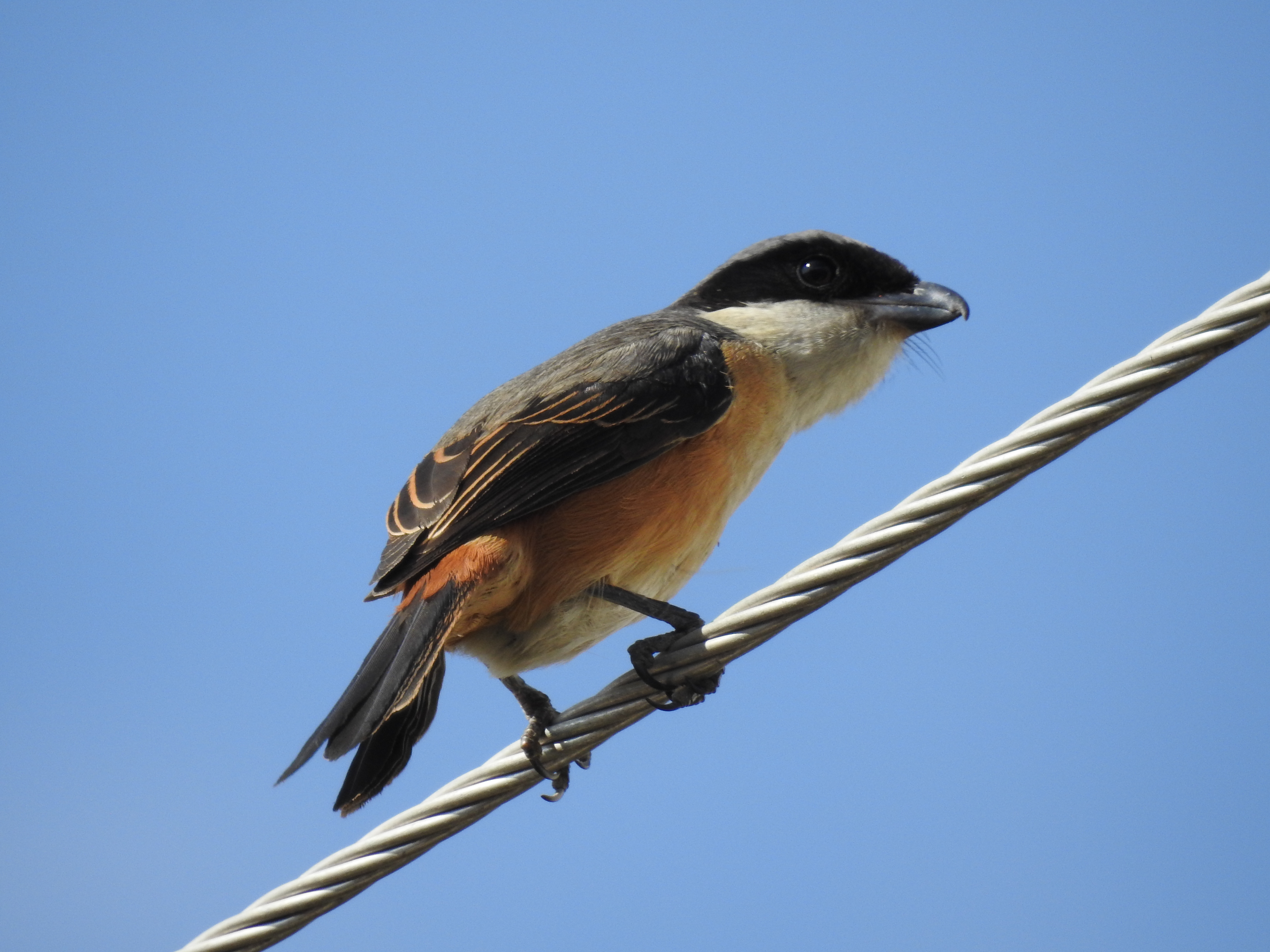
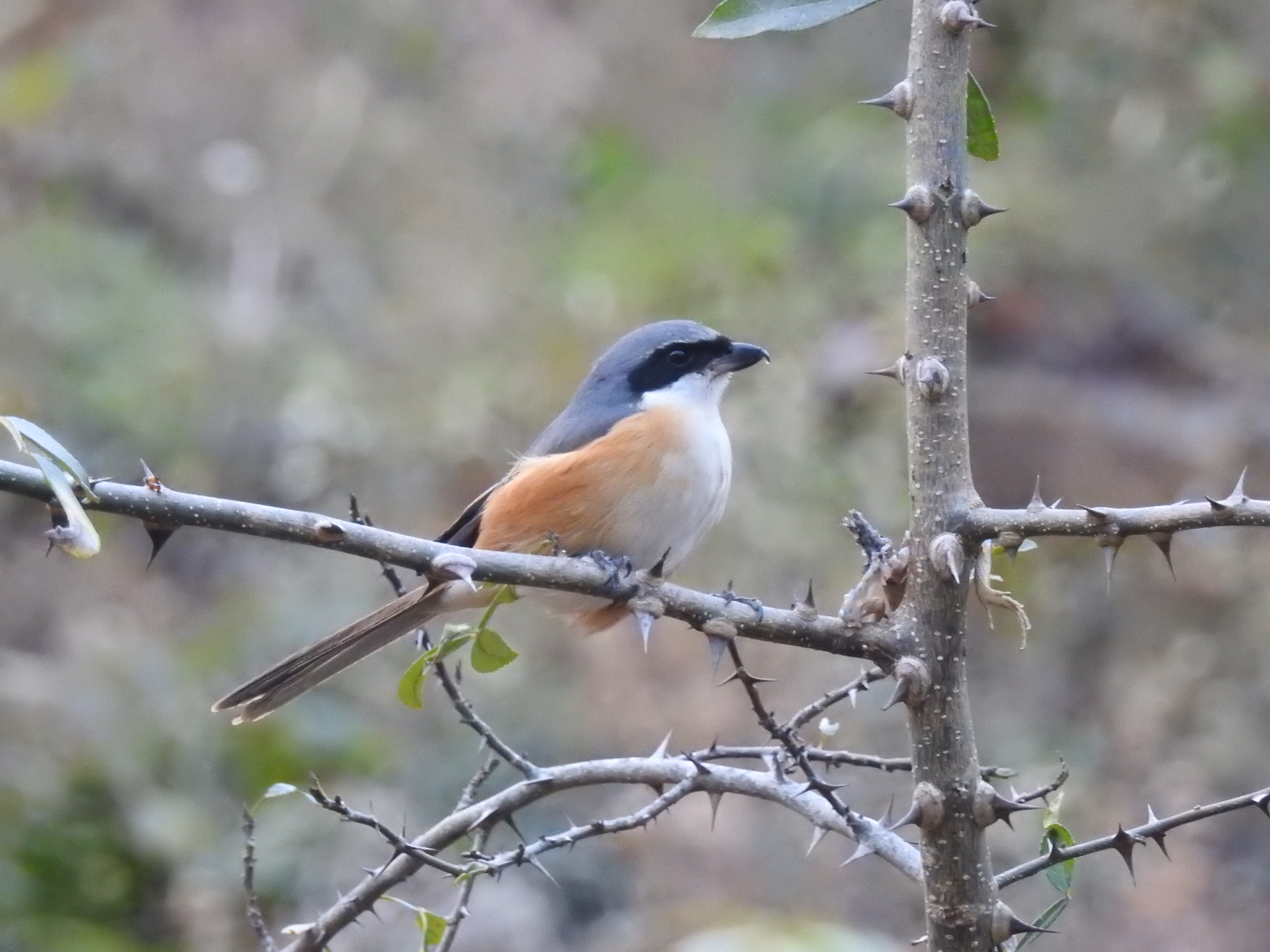
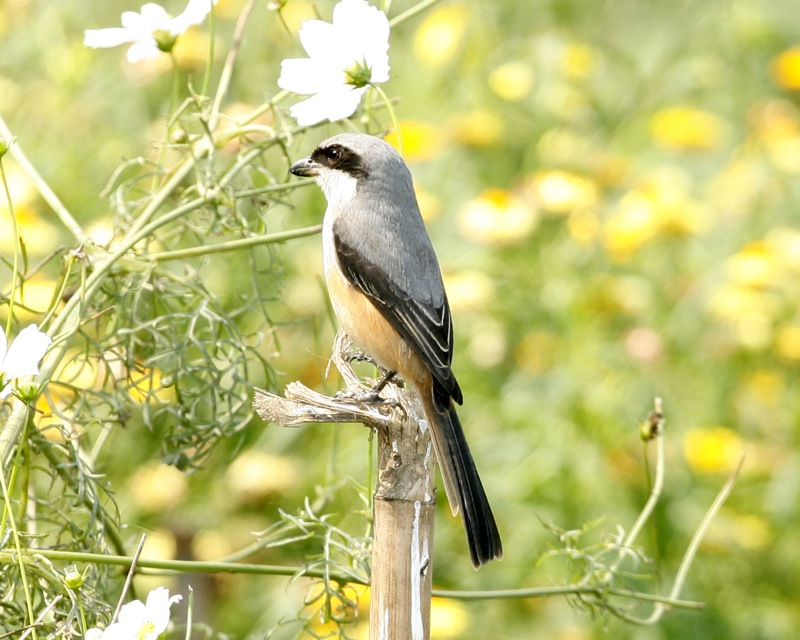
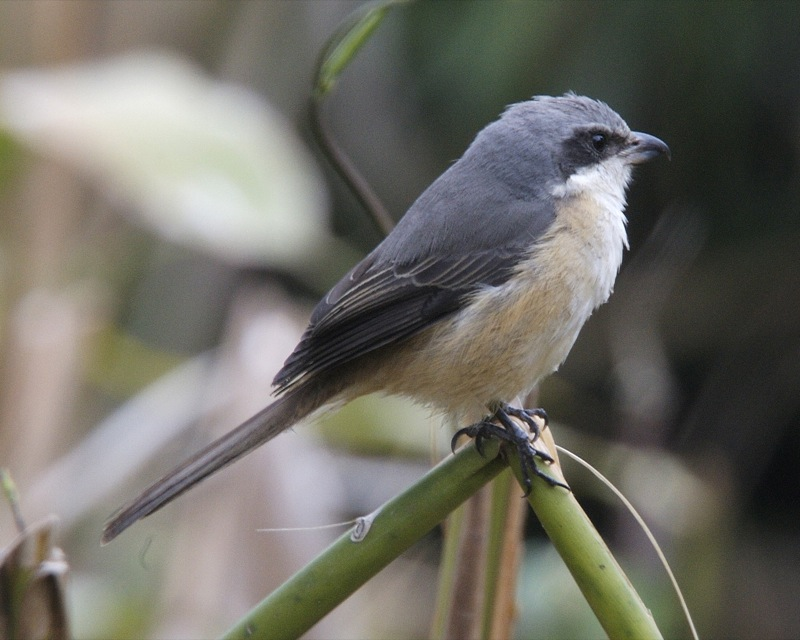